# Techiman Municipal District
Der Techiman Municipal District (auch: Tackyiman District) ist ein Distrikt in Ghana. Er ist im Zentrum Ghanas in der Bono East Region gelegen. Er grenzt an die Distrikte Kintampo und Nkoranza in der Bono East Region, an Offinso in der Ashanti Region sowie an Wenchi in der Bono Region. Chief Executive des 1119 km² großen Distrikts mit 173.742 Einwohnern ist Prince Yaw Donyina.
Der Distrikt ist der einzige städtische Distrikt in der gesamten Region. Er wurde bei der Verwaltungsreform des Jahres 1978 gegründet. Seine Hauptstadt Techiman ist auch die Hauptstadt der Bono East Region.

## Bevölkerung
Die Bevölkerung setzt sich aus bis zu 40 verschiedenen Ethnien zusammen. Hauptsächlich setzt sich die Bevölkerung jedoch auf den Volksgruppen der Akan (64,4 Prozent), Brong (75 Prozent der Akangruppe), Gonja, Dagomba, Sissala und Mamprusi zusammen. 
Mit 68,1 Prozent der Bevölkerung ist das Christentum die stärkste Religion im Distrikt.

## Wahlkreise
Im Distrikt Techiman Municipal sind zwei Wahlkreise (Techiman North und Techiman South) eingerichtet worden.

## Wichtige Ortschaften
| - Techiman - Kenten - Tuobodom - Aworowa - Tanoso - Offuman - Takofiano | - Krobo - Buoyem - Akrofrom - Oforikrom - Asueyi - Fiaso | - Nkwaeso - Nsuta - Mangoase - Tanoboase - New Techiman - Ahansua - Mesidan |